# Miguel Aráoz y Arce
Miguel Aráoz y Arce fue un militar español nativo del Alto Perú que luchó contra los patriotas durante la Guerra de Independencia de la Argentina.

## Biografía
Miguel Aráoz y Arce nació en Chuquisaca, Alto Perú (Bolivia) hacia 1780, hijo del tucumano Ignacio Inocencio de Aráoz y del Campo y de Pascuala de Arze y Villafañe, nativa de Chuquisaca.
Al producirse la Revolución de Mayo de 1810 en la ciudad de Buenos Aires, Miguerl de Aráoz y Arce integraba las milicias altoperuanas, por lo que integró las fuerzas realistas que invadieron el actual territorio argentino hasta ser derrotadas por Manuel Belgrano en las batallas de Tucumán y Salta. 
Participó como ayudante del general José de la Serna e Hinojosa en la llamada "Invasión Grande" de 1817 e integró la vanguardia realista que al mando de Juan Guillermo de Marquiegui invadió la provincia de Jujuy en 1821.
En las vísperas del llamado Día Grande de Jujuy (27 de abril de 1821) conoció a la jujeña Florencia de Tezanos Pinto Sánchez de Bustamante, con quien casó en San Salvador de Jujuy. Derrotado el ejército realista al mando de Pedro Antonio Olañeta, Aráoz y Arce se vio forzado a pasar al Alto Perú con su esposa, quien pronto regresó a Jujuy. 
Aráoz por su parte permaneció con el ejército realista hasta su derrota final en la batalla de Ayacucho y finalizada la guerra regresó a Jujuy a comienzos de 1826, concibiendo allí a su hijo Daniel Aráoz, quien alcanzaría la gobernación de la provincia de Jujuy, sería diputado y senador nacional y convencional constituyente.
Al poco tiempo de nacer su hijo marchó a España, donde continuó su carrera hasta alcanzar el grado de general. Murió en Cuba en 1854.
Entre los Capitanes generales de Canarias figura en 1842 un Miguel de Aráoz, quien al siguiente año aparece como Capitán general de Cataluña.